# Jennifer F. M. Horne
Jennifer Felicity Mary Horne (geborene Jennifer Felicity Mary Brayne; * 27. November 1931; † 5. Oktober 2008 in Nanyuki, Kenia), auch bekannt als Jenny Horne oder nach ihrer Heirat als Jennifer Horne-Short, war eine kenianische Ornithologin und Bioakustikerin.

## Leben
Horne war die Tochter von William Frederick Brayne und Charlotte Mary Myfanwy Morris. Während einer von der British Ornithologists’ Union finanzierten Expedition in den Jahren 1973 und 1974 verbrachte sie Zeit auf den Maskarenen, wo sie die erste vollständige bioakustische Studie aller endemischen Landvögel durchführte, darunter die Réunionweihe, der Mauritiussittich, der Mauritiusfalke, die Rosentaube, die Mauritiussalangane und die Maskarenenschwalbe. 1974 untersuchte sie in Zusammenarbeit mit Colin Groves im Überschwemmungsgebiet des Tana-Flusses den vom Aussterben bedrohten Tana-Stummelaffen und die Tana-Mangabe. Im Jahr 1978 heiratete sie den Ornithologen Lester Leroy Short. Als wissenschaftliche Mitarbeiterin und später als Senior Research Fellow in den National Museums of Kenya nahmen sie und ihr Mann an einem von 1985 bis 1999 laufenden ornithologischen Projekt teil, bei dem sie das Verhalten der Honiganzeiger auf der Ol-Ari-Nyiro-Ranch im Laikipia County, Kenia, studierten. 2006 erstellten sie eine ornithologische Liste aller in dieser Region erfassten Vögel.
Gemeinsam mit ihrem Mann gehörte sie 1986 zu einem Team von Wissenschaftlern, dem die kurzzeitige Wiederentdeckung des Kubanischen Elfenbeinspechts gelang.
Jennifer Horne war Mitglied bei BirdLife International. Zusammen mit Lester Leroy Short schrieb sie das Kapitel über Tukane, Bartvögel und Honiganzeiger im Handbook of the Birds of the World (Band 7) und im Jahr 2002 veröffentlichten sie das Buch Toucans, Barbets and Honeyguides: Ramphastidae, Capitonidae und Indicatoridae aus der Reihe Bird Families of the World.